# Cisticola guinea
El cistícola de Dorst (Cisticola guinea) es una especie de ave paseriforme de la familia Cisticolidae que habita en África occidental hasta el sur del Lago Chad. Su nombre conmemora al ornitólogo francés Jean Dorst.

## Taxonomía
La clasificación de esta especie fue confusa. Inicialmente, en 1930, Hubert Lynes la describió como una subespecie del cistícola cabecirrojo (C. ruficeps), con el nombre trinomial de  C. r. guinea. En 1991, se describió la especie Cisticola dorsti. Posteriormente se descubrió que ambos taxones eran el mismo, y estaba separado del cistícola cabecerrojo, ya que tenían cantos lo suficientemente diferentes para demostrar que estaban aislados reproductivamente, a pesar de su similar apariencia. Como el nombre guinea fue descrito con anterioridad, predomina sobre dorsti según los criterios de prioridad taxonómica, por lo que el nombre científico de la especie quedó establecido en Cisticola guinea.

## Distribución y hábitat
Se encuentra diseminado por el Sahel occidental, desde Senegal hasta las regiones al sur del lago Chad. Su hábitat natural son las sabanas.
Se clasifica como especie bajo preocupación menor.